# Rövidbóbitás császárlégykapó
A rövidbóbitás császárlégykapó (Hypothymis helenae) a madarak osztályának verébalakúak (Passeriformes) rendjébe és a császárlégykapó-félék (Monarchidae) családjába tartozó faj.

## Rendszerezése
A fajt Joseph Beal Steere amerikai ornitológus írta le 1890-ben, a Cyanomyas nembe Cyanomyas helenae néven.

## Alfajai
- Hypothymis helenae agusanae (Rand, 1970) - Dinagat, Siargao szigetek és Mindanao keleti része
- Hypothymis helenae helenae (Steere, 1890) - Luzon, Polillo,  Catanduanes és Samar
- Hypothymis helenae personata (McGregor, 1907) - Camiguin-szigetek, eredetileg különálló fajként írták le.

## Előfordulása
Délkelet-Ázsiában, a Fülöp-szigetek területén honos. Természetes élőhelyei szubtrópusi és trópusi síkvidéki esőerdők. Állandó, nem vonuló faj.

## Megjelenése
Testhossza 14 centiméter, testtömege 9,2-10,3 gramm.

## Életmódja
Rovarokkal táplálkozik.

## Természetvédelmi helyzete
Az elterjedési területe nem nagy és csökken, egyedszáma is csökken. A Természetvédelmi Világszövetség Vörös listáján mérsékelten fenyegetett fajként szerepel.

## Külső hivatkozások
- Képek az interneten a fajról
- Xeno-canto.org - a faj hangja és elterjedési területe